# Шахерезада (фильм)
«Шехераза́да» (фр. Shéhérazade) — французская авантюрная драма. Премьера во Франции — 10 мая 1963 года, в США — 12 мая того же года.

## Сюжет
Авантюрная драма снятая по мотивам знаменитых персидских  сказок «Тысячи и Одной Ночи». Шахерезада приносит дары багдадскому халифу Гаруну Аль-Рашиду в обмен на разрешение поехать в Святую Землю. В пути легендарная красавица подверглась смертельной опасности. Спасённая от верной гибели отважным подданным халифа — Рено де Виллекруа, она влюбляется в своего героя. Правитель, поверив наветам клеветников, обвиняет обоих в измене и изгоняет их на верную смерть в пустыню. Пройдя ряд испытаний и выжив, герои спасают Гаруна Аль-Рашида из рук врагов. Смертельно раненый халиф не только прощает влюблённых, но и даёт согласие на их брак.

## В ролях
- Анна Карина — Шахерезада
- Жерар Барре — Рено де Вилькруа
- Антониу Вилар — Гарун Аль-Рашид
- Джулиано Джемма — Дидье
- Марилу Толо — Ширин
- Фаусто Тоцци — Бармак
- Жиль Видаль — Тьерри
- Хорхе Мистраль — великий визирь Заккар
- Жоэль Латур — Анира
- Жан-Люк Годар
- Фернандо Рей

Также в фильме снимались Рафаэль Альбачин, Карамоко Сиссе, Мария Кальви, Хосе Кальво, Феликс Фернандес, Мария Гранада, Хосе Мануэль Мартин и Лорелла Де Люка.

## Съёмочная группа
- Режиссёр — Пьер Гаспар-Юи
- Продюсеры — Мишель Сафра и Серж Зильберман
- Сценаристы — Пьер Гаспар-Юи, Хосе Гутьеррес Маэссо и Марк-Жильбер Савиньон
- Оператор — Андре Домаж и Кристиан Матра
- Композитор — Андре Оссейн